# Švajcarnica
Švajcarnica (mađ. Őrhely, narodski Švajcernica), naselje u Općini Darda, Osječko-baranjska županija. 

## Zemljopisni položaj
Švajcarnica je smještena u južnom dijelu Baranje, u mikroregiji Baranjske nizina Istočnohrvatske ravnice. Udaljena je 3 km sjeverozapadno od općinskog sjedišta Darde, 17 km jugoistočno od Belog Manastira i 15 km sjeverno od Osijeka. Leži na nadmorskoj visini od 88 m. Nalazi se križištu državne ceste D7 (granični prijelaz Duboševica prema Mađarskoj – Kneževo – Branjin Vrh – Beli Manastir – Kozarac – Čeminac – Švajcarnica – Darda – Bilje – Osijek – Đakovo – granični prijelaz Slavonski Šamac prema BiH) i županijske ceste Ž4041 (D517 – Bolman – Novi Bolman – Jagodnjak – Novi Čeminac – Uglješ – Švajcarnica /D7/).
Švajcarnica ima dvije ulice:
- Ulica Dragutina Tadijanovića
- Velebitska ulica

Prva je glavna i njome prolazi državna cesta D7, a druga se nalazi istočno od državne ceste.  
Autobusnim vezama povezana je s Belim Manastirom, Jagodnjakom,  Osijekom i Zagrebom.

## Stanovništvo
Na popisima stanovništva Švajcarnica se iskazuje kao dio naselja Darde 1900. godine i od 1948. do 1971. godine, dok je na popisima od 1990. do 1931. uključena u podatke za Dardu. Zato se broj stanovnika kretao ovako: 29 (1900.), 129 (1948.), 138 (1953.), 229 (1961.), 210 (1971.), 231 (2001.).
| broj stanovnika |       |       |       |       | 29    |       |       |       | 129   | 138   | 229   | 210   | 235   | 293   | 231   | 196   | 128   |
|                 | 1857. | 1869. | 1880. | 1890. | 1900. | 1910. | 1921. | 1931. | 1948. | 1953. | 1961. | 1971. | 1981. | 1991. | 2001. | 2011. | 2021. |

## Povijest
Od 1900. do 1991. godina Švajcarnica je bila zaselak naselja Darde. Od 1991. godine je samostalno naselje.

## Gospodarstvo
Gospodarsku osnovu Švajcarnice čine ratarstvo i stočarstvo.

## Znamenitosti i zanimljivosti
- Prema karti Općina Beli Manastir (mjerilo 1 : 50.000) predjel jugozapadno od Švajcarnice, između Uglješkog kanala i državne ceste D7 naziva se Švajcernica (iako se i na toj karti naselje naziva Švajcarnica). U lokalnim govorima ne kaže se "idem u Švajcernicu", nego "idem na' Švajcernicu" ili "on je sa Švajcernice", a ne "on je iz Švajcernice". Izgleda da ne postoje etnik i ktetik od toponima Švajcernica / Švajcarnica.

- Na zapadnoj strani državne ceste D7, uz skretanje na županijsku cestu Ž4041, nalazi se trenutno zatvoreni ugostiteljski objekt koji je 70-ih i 80-ih godina 20. stoljeća bio nadaleko poznat pod imenom Uranak. Iza tog ugostiteljskog objekta počela je izgradnja ceste koja će biti zapadna obilaznica Osijeka.

- S istočne strane naselja prolazi željeznička pruga Osijek – Darda – Čeminac – Beli Manastir – Mađarboja (Magyarbóly) – Pečuh (Pécs), ali u Švajcarnici nema stanice. Na ulazu u naselje iz smjera Belog Manastira nalazi se željezničko-cestovni prijelaz u razini (s rampama).

- Švajcarnica pripada katoličkoj župi sv. Ivana Krstitelja iz Darde, Baranjski dekanat Đakovačke i srijemske biskupije, i pravoslavnoj parohiji iz Darde, Arhijerejsko namjesništvo baranjsko Osječkopoljske i baranjske eparhije.

## Šport
- Nogometni klub "Švajcernica"  (od 1993/94. do 1995/96)